# Албанија на Зимским олимпијским играма 2018.
Албанију је на њеном четвртом учешћу на Зимским олимпијским играма у 2018. у Пјонгчангу престављало двоје спортиста, Ерјон Тоља и Суеља Мехиљи.
Албански олимпијски тим остао је у групи екипа које до данас нису освојиле ниједну олимпијску медаљу.
Заставу Албаније на свечаном отварању и затварању Олимпијских игара 2018. носила је алпска скијашица Суеља Мехиљи. 

## Учесници по спортовима
| Спорт          | Мушкарци | Жене | Укупно |
| -------------- | -------- | ---- | ------ |
| Алпско скијање | 1        | 1    | 2      |
| Укупно(1)      | 1        | 1    | 2      |

## Алпско скијање

### Мушкарци
| Такмичар   | Дисциплина | Резултати    | Резултати    | Резултати | Резултати | Резултати         |
| Такмичар   | Дисциплина | 1. трка      | 2. трка      | Укупно    | Заостатак | Пласман/уч. (ук.) |
| ---------- | ---------- | ------------ | ------------ | --------- | --------- | ----------------- |
| Ерјон Тоља | Велеслалом | 1:16,86 (54) | 1:16,77 (49) | 2:33,63   | 15,59     | 63 / 81 (103)     |
| Ерјон Тоља | Слалом     | 58,00 (45)   | 59,06 (35)   | 1:57,06   | 18,07     | 36 / 43 (106)     |

### Жене
| Такмичарка   | Дисциплина | Резултати          | Резултати          | Резултати          | Резултати          | Резултати          |
| Такмичарка   | Дисциплина | 1. трка            | 2. трка            | Укупно             | Заостатак          | Пласман/уч. (ук.)  |
| ------------ | ---------- | ------------------ | ------------------ | ------------------ | ------------------ | ------------------ |
| Суеља Мехиљи | Велеслалом | 1:24,67 (60)       | 1:21,90 (54)       | 2:46,57            | +26,55             | 53 / 58 (79)       |
| Суеља Мехиљи | Слалом     | Није завршила трку | Није завршила трку | Није завршила трку | Није завршила трку | Није завршила трку |